# 日真 (日蓮宗)
日真（にっしん、永禄8年（1565年）- 寛永3年4月22日（1626年5月17日））は、安土桃山時代から江戸時代にかけての日蓮宗の僧。字は慧性。東光院と号する。熊本本妙寺の開山。
京都妙伝寺12世となり、熊本城主加藤清正の帰依を受けて大坂に本妙寺を創建した。1592年（文禄元年）には清正とともに朝鮮に従い、戦勝を祈願している。なお、本妙寺はその後熊本城下に移されている。